# Marko Haanpää
Marko Tapani Haanpää (ur. 23 września 1966 w Tampere) – fiński judoka. Olimpijczyk z Barcelony 1992, gdzie zajął 34. miejsce w wadze półśredniej.
Startował w Pucharze Świata w latach 1992, 1993, 1995 i 1996. Siódmy na mistrzostwach Europy w 1992 roku. Czterokrotny mistrz kraju.

## Letnie Igrzyska Olimpijskie 1992
| Konkurencja | Eliminacje            | Klas. końcowa |
| Konkurencja | Przeciwnik I          | Miejsce       |
| ----------- | --------------------- | ------------- |
| 78 kg       | Graeme Spinks (NZL) P | 34.           |